# Ivan Fanelli
Ivan Fanelli (Bari, 13 oktober 1978) is een Italiaans voormalig wielrenner. Zijn broer Antonio Fanelli was in 1993 Italiaans kampioen stayeren. Daarnaast is hij de zwager van de Zimbabwaanse wielrenner Timothy Jones.

## Belangrijkste overwinningen
2002
- 2e etappe Cinturón a Mallorca

2004
- 1e etappe Ronde van de Abruzzen

2006
- 1e etappe Ronde van Extremadura

2007
- 2e etappe Ronde van de Abruzzen
- 4e etappe Ronde van de Abruzzen
- 1e etappe deel B Ronde van Servië
- 7e etappe Ronde van Servië

2008
- 1e etappe Istrian Spring Trophy
- 1e etappe deel B Ronde van Marokko
- 3e etappe Ronde van Mexico

Aggiano ·
Boglia · 
Chalilov · 
Contrini ·  
De Gaspari · 
De Paoli ·
Del Biaggio ·
Fanelli ·
Hernández · 
Konysjev · 
Maccanti ·
Maserati ·
Masolino · 
Muraglia ·
Napolitano ·
Nardello ·
Pieri ·   
Santambrogio ·
Tiberio ·
Tonkov ·
Grazia (stagiair) · 
Turrina (stagiair)
Bazhenov · Cavalli · Coletta · Dotti · Falzarano · Fanelli · Hristov · Kvatsjoek · Martínez · Montanari · Perez (1984) · Pugaci · Roedenko · Sjtsjebelin · Smirnov · Sobal · Torres · Urrea Vergara (stagiair)
Bernucci · Caddeo (stagiair) · Carriero · Cavalli · Ciccarese · Dotti · Falzarano · Fanelli · Kvatsjoek · Matvjejev · Mindlin · Perez (1984) · Jesús Perez (1981) · Pryshchepa · Sjtsjebelin · Sinicinas · Spadi · Szeghalmi · Wurf